# Erster Burenkrieg
Bronkhorstspruit – Lydenburg – Laing's Nek – Schuinshoogte – Majuba Hill
Der Erste Burenkrieg fand zwischen dem 16. Dezember 1880 und dem 23. März 1881 in Transvaal im heutigen Südafrika statt. Es war der erste Zusammenstoß von Großbritannien und der Südafrikanischen Republik (ZAR).

## Vorgeschichte
Nach der Abtretung der bis dahin niederländischen Kapkolonie an Großbritannien 1806 gerieten die dort lebenden Buren zunehmend in die Minderheit. Durch die Aufhebung der Sklaverei 1833 sahen sie sich ihrer ökonomischen Grundlage beraubt. Um ihre Identität zu wahren und sich nicht den britischen Gesetzen beugen zu müssen, wichen rund 12.000 Buren im sogenannten Großen Treck von 1835–1841 ins Hinterland aus. Nördlich des Flusses Vaal gründeten sie 1853 im Transvaal die Südafrikanische Republik mit der Hauptstadt Pretoria.
1877 erfolgte die britische Annexion Transvaals durch Theophilus Shepstone. Großbritannien konsolidierte zu dieser Zeit, u. a. auch mit dem zwei Jahre später mit burischen Soldaten gewonnenen Zulukrieg, seine Machtposition im südlichen Afrika. General Garnet Wolseley, der Hochkommissar im Transvaal, unterwarf Ende 1879 die Pedi unter Sekhukhune, deren erfolgreicher Widerstand gegen die Buren ein Hauptanlass für die britische Annexion gewesen war.
Gleichzeitig wuchs der Unmut der Buren über die britische Verwaltung. Immer mehr von ihnen verweigerten die Zahlung der Steuern und unterzeichneten eine Petition zur Wiederherstellung der Burenrepublik. Eine Delegation unter Paul Kruger war nach England aufgebrochen, um die Annexion rückgängig zu machen, kehrte aber mit leeren Händen zurück. Bei den Parlamentswahlen in Großbritannien im Frühjahr 1880 kehrten zwar die Liberalen unter Gladstone an die Regierung zurück, von denen sich die Buren die Aufhebung der Annexion versprachen. Diese Hoffnungen wurden jedoch bitter enttäuscht. Statt der versprochenen Selbstverwaltung richteten die Briten eine legislative Kammer in Pretoria ein, in der ausschließlich die britische Gemeinschaft vertreten war. Schließlich gingen die Briten noch dazu über, die ausstehenden Steuerschulden durch Konfiszierungen einzutreiben. Die Buren revoltierten dagegen, und im Dezember 1880 brach der Konflikt offen aus, nachdem eine Versammlung auf der Farm Paardekraal (heute Krugersdorp) für die Ausrufung der Republik gestimmt hatte. Ein Triumvirat, bestehend aus Kruger, Petrus Jacobus Joubert und Marthinus Wessel Pretorius, übernahm die Regierung und stellte ein Ultimatum an die Briten, ihre Truppen abzuziehen. Sie erklärten das zentral gelegene Heidelberg zu ihrer Hauptstadt.

## Kampfhandlungen
Am 16. Dezember 1880 fielen in Potchefstroom die ersten Schüsse, als eine Truppe von Buren dort die Unabhängigkeitserklärung verkünden wollte. Vier Tage später kam es zum Gefecht bei Bronkhorstspruit, bei dem die Buren einen britischen Armeekonvoi auf dem Weg von Lydenburg nach Pretoria überfielen und vernichteten. Vom 22. Dezember bis zum 6. Januar 1881 begann die Belagerung sämtlicher britischer Garnisonen im Transvaal.
Diese Belagerungen führten am 28. Januar zur Schlacht von Laing’s Nek, als die aus Newcastle aufgebrochene Natal Field Force unter George Pomeroy Colley versuchte, die Buren von den Drakensbergen zu vertreiben und den Belagerten zu Hilfe zu kommen. Die Buren unter Joubert schlugen die britischen Kavallerie- und Infanterieangriffe jedoch mühelos zurück. Nach der Schlacht von Schuinshoogte am 8. Februar 1881, wo eine weitere britische Einheit nur knapp der Vernichtung durch ein burisches Streifkommando entging, beschloss die britische Regierung, in Verhandlungen über einen Waffenstillstand einzutreten.
Colley wollte jedoch einen solch demütigenden Ausgang des Feldzugs nicht akzeptieren und schmiedete einen Plan, die Buren doch noch zu besiegen. Dazu ließ er den die burischen Stellungen bei Laing’s Nek überblickenden Majuba Hill durch einen Teil seiner Truppen besetzen, um die Buren von hier aus mit Hilfe seiner Artillerie zu vertreiben. Die Buren erkannten jedoch die drohende Gefahr und stürmten den Hügel in der Schlacht am Majuba Hill, die in einer demütigenden Niederlage für die Briten endete. Colley wurde dabei getötet. Sein Nachfolger, Sir Evelyn Wood, plädierte zwar dafür, den Buren eine Lektion zu erteilen, aber inzwischen war die versöhnliche Antwort Krugers auf das Waffenstillstandsangebot eingetroffen.

## Friedensschluss
Da nach diesen burischen Erfolgen auch ein Aufstand der Kapburen und damit der Verlust ganz Südafrikas drohte, war die Regierung Gladstone nicht mehr willens, den verloren geglaubten Krieg weiter fortzusetzen, und so kam es am 6. März zunächst zu einer Waffenruhe. Schließlich unterzeichneten beide Seiten am 23. März einen Friedensvertrag, der den Buren im Transvaal Selbstverwaltung unter formeller britischer Oberherrschaft zugestand. Die genauen Beziehungen zwischen der Republik und Großbritannien wurden am 3. August in der Pretoria Convention festgeschrieben. 1884 erreichte die Südafrikanische Republik im Rahmen der London Convention ihre weitgehende Unabhängigkeit.

## Vergleich der Armeen
Während die Buren im Kampf ihre meist khaki-farbene Alltagskleidung trugen, trugen die Briten scharlachrote Uniformen („Rotröcke“) und weiße Helme, die in starkem Kontrast zur afrikanischen Landschaft standen. Dies ermöglichte es den burischen Scharfschützen, britische Soldaten auch über weite Entfernungen zielgenau zu treffen. Vorteilhaft für die Buren war ihre unkonventionelle Taktik, die mehr auf Tarnung und Geschwindigkeit als auf Disziplin und Formation beruhte.